# Собрание представителей города Владикавказ
Собрание представителей Владикавказа — представительный орган местного самоуправления города Владикавказ, обладающим правом представлять интересы населения и принимать от его имени решения, действующие на территории муниципального образования города Владикавказ.

## Комиссии

### Комиссия по благоустройству и дорожному хозяйству
| Депутаты                      | Партия                          |
| ----------------------------- | ------------------------------- |
| Цереков Таймураз Казбекович   | Единая Россия                   |
| Икаев Азамат Феликсович       | Единая Россия                   |
| Валиев Артур Арчилович        | Патриоты России                 |
| Еналдиева Регина Асланбековна | Единая Россия                   |
| Зангиева Елизавета Черменовна | Единая Россия                   |
| Касаев Алан Казбекович        | Единая Россия                   |
| Кекишвили Валико Ильич        | КПРФ                            |
| Козаев Андрей Русланович      | Единая Россия                   |
| Козаев Сослан Аланович        | Справедливая Россия — За правду |
| Кокоев Артур Асланбекович     | Единая Россия                   |
| Караев Замурз Сергеевич       | КПРФ                            |
| Манукянц Сурен Альбертович    | Единая Россия                   |
| Пелиев Тимур Тамазович        | Единая Россия                   |
| Тибилов Ибрагим Мельсикович   | Самовыдвеженец                  |
| Тасоев Артур Ахсарбекович     | Единая Россия                   |

### Комиссия по бюджету и экономической политике
| Депутаты                    | Партия         |
| --------------------------- | -------------- |
| Золоев Георгий Аркадьевич   | Единая Россия  |
| Абаев Георгий Заурбекович   | Родина         |
| Битаров Павел Аланович      | Родина         |
| Богдаев Ацамаз Валерьевич   | Единая Россия  |
| Валиев Артур Арчилович      | [[             |
| Тамерлан Гатиев Викторович  | Патриоты Росси |
| Джибилов Казбек Георгиевич  | Единая Россия  |
| Кокоев Артур Асланбекович   | Единая Россия  |
| Тибилов Анатолий Русланович | Единая Россия  |
| Цереков Таймураз Казбекович | Единая Россия  |

## Контактная информация
- Приемная Главы муниципального образования г.Владикавказ - председателя Собрания представителей г.Владикавказ

Тел.: +7 (8672) 55-08-91, 25-44-47;
- Первый заместитель председателя Собрания представителей г.Владикавказ

Лагкуев Руслан Казбекович
Тел.: +7 (867 2) 25 10 33;
- Заместитель председателя Собрания представителей г.Владикавказ

Бестаев Сослан Вигентиевич
Тел.: +7 (8672) 25 10 19;
- Заместитель председателя Собрания представителей г.Владикавказ

Салбиева Зита Ибрагимовна
Тел.: +7 (8672) 251084; 
- Электронная почта: mo@vladikavkaz.alania.gov.ru